# Bučovice
Bučovice (německy Butschowitz) jsou město v okrese Vyškov v Jihomoravském kraji, 29 km východně od Brna na severním okraji Ždánického lesa, v nadmořské výšce 226 m n. m. Městem protéká řeka Litava. Žije zde přibližně 6 900 obyvatel. Sousedními obcemi sídla jsou Rašovice, Bohaté Málkovice, Nevojice, Letonice, Kojátky, Křižanovice, Mouřínov a Ždánice. Město je členem sdružení Dobrovolný svazek obcí Ždánický les a Politaví. Jedná se o vinařské město ve vinařské oblasti Morava, podoblasti Velkopavlovické (viniční tratě Přední vinohrady, Stará hora, Baračka, Hakrle, Široké vinohrady).

## Název
Na osadu bylo přeneseno původní pojmenování jejích obyvatel (bylo zakončeno na -ici). Jeho základem bylo osobní jméno Budeš či Budšě nebo Budeč či Budčě nebo Buč (nedokonalý pravopis nejstarších zápisů nedovoluje rozhodnout přesně). Tato jména byla domáckými podobami některého jména obsahujícího -bud- (např. Budimír, Budislav, Drahobud). Obyvatelské jméno tedy označovalo lidi poddané nositeli příslušného jména. Židovský název města v hebrejštině zní בודשפיץ.

## Historie

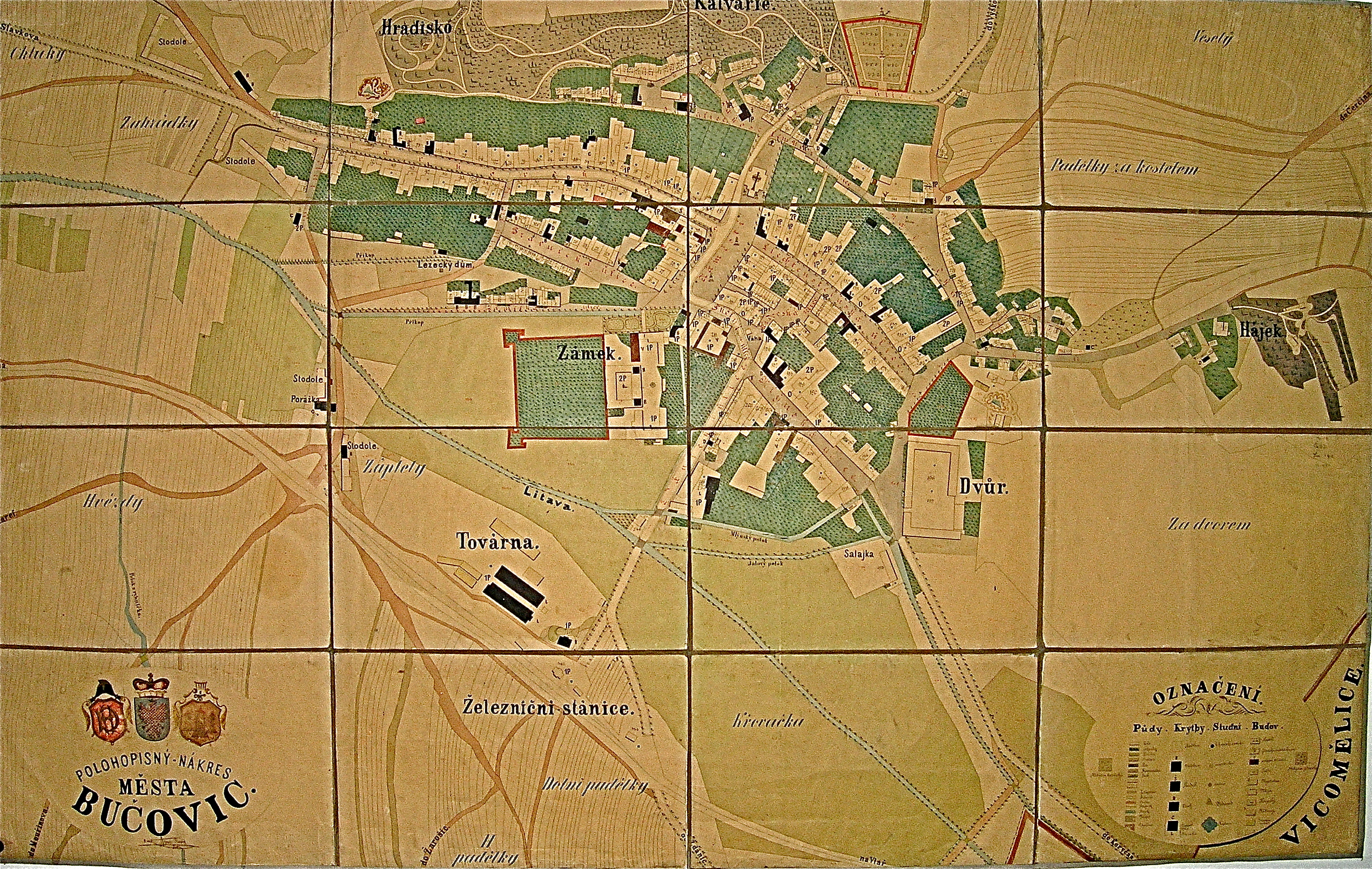
Historická mapa Bučovic z roku 1860

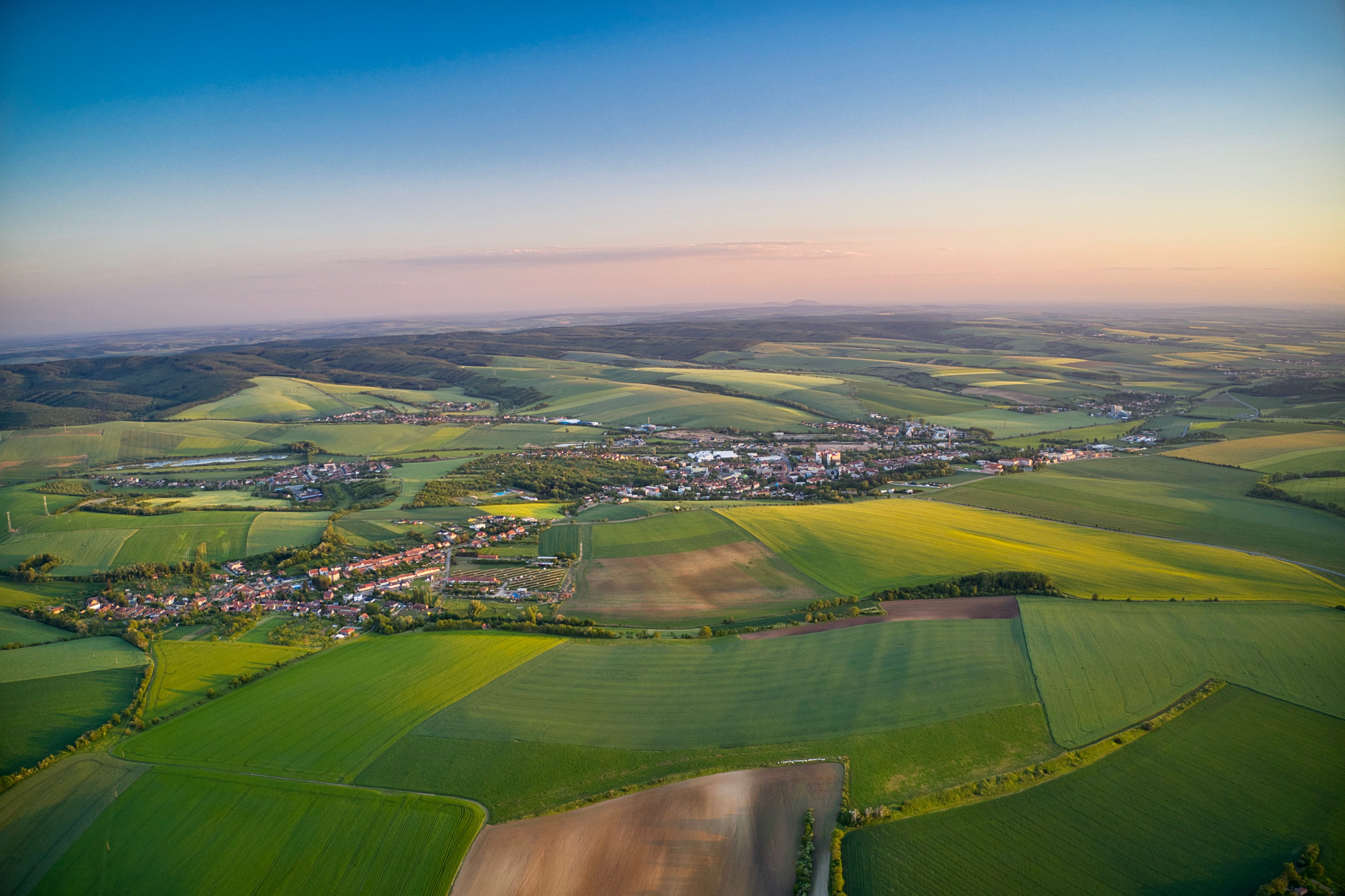
Panorama Bučovic a okolní krajiny z výšky 500 m

### Nejstarší historie
První písemné zmínky o Bučovicích (Budeshewicz, Budisswitz – není však jisté, zda se nejedná o Budišovice), jako o majetku rodu Benešovců, se objevily v roce 1322 na listině Velehradského kláštera. Je však téměř jisté, že historie města je podstatně starší, o čemž svědčí nález základů velkého románského kostela, postaveného jednou z předních kamenických hutí raného středověku. Vznik městečka se tak dá pravděpodobně datovat již do 12. století. Bučovice ležely na důležité cestě z Brna do Uher, což prospívalo obchodu. Na druhou stranu však tato poloha přispívala k častým vojenským vpádům.

### Středověk
Ve druhé polovině 15. století se tak například zmocnil bučovické tvrze uherský král a rakouský vévoda Matyáš Korvín. Majitelé Bučovic se často střídali a jednotné panství se podařilo vytvořit až na počátku 16. století spojením bučovického a nemotického statku v rukou Tase z Ojnic. Od té doby se městečko utěšeně rozvíjelo, prosperovala řemesla, byly vysazeny vinohrady, dařilo se rybníkářství (v okolí města bylo založeno více než 30 rybníků). O rozvoj Bučovic se značně zasloužil, toho času snad nejbohatší moravský aristokrat, Jan Černohorský z Boskovic. Tento nový majitel, jenž zdědil panství v roce 1571, se při budování svého sídla nerozhodl pro přestavbu bučovické tvrze, ale započal s budováním zcela nové renesanční rezidence. V nevelkém městečku tak vznikl ve třetí čtvrtině 16. století jeden z nejhodnotnějších renesančních zámků v českých zemích. Smrtí Jana Šembery došlo k vymření starého moravského rodu v mužské linii. Obě Šemberovy dcery (Anna a Kateřina) se provdaly za Lichtenštejny. Anna si vzala za muže Karla z Lichtenštejna a stala se tak první kněžnou z Lichtenštejna, Kateřina, jíž později Bučovice připadly, se vdala za jeho Karlova bratra Maxmiliána. Obrovský rodový majetek tak připadl Lichtenštejnům a od té doby je osud města spojeny právě s tímto rodem, jenž významně přispěl k rozvoji Bučovic.
V roce 1600 získali obyvatelé městečka od Maxmiliána z Lichtenštejna osvobození od vrchnostenských robot a navíc obdrželi právo vinného šenku. V polovině 17. století byl postaven v severní části náměstí nový barokní kostel zasvěcený Nanebevzetí Panny Marie.

### Třicetiletá válka
V 17. století zasáhla Bučovice třicetiletá válka. V roce 1620 bylo město vypáleno Uhry. Největší vojenské střetnutí však zažilo roku 1645, dne 22. června přitáhl od Brna oddíl asi 500 Švédů, kteří kromě kostela vydrancovali celé město. Pokusili se dobýt i zámek, ten byl však ubráněn bučovickými měšťany, vrchnostenskými úředníky, myslivci a služebnictvem. Téměř polovina Švédů při této vojenské akci zahynula, zbytek pak odtáhl na Brno.

### 18. století
Hospodářský rozvoj zaznamenaly Bučovice na počátku 18. století. V roce 1725 zde již existoval mlýn, pivovar, cihelna, kořalna, koželužna a tři sýpky. Městečko též disponovalo právy dvou trhů, k nimž postupem času přibyla další. Již od 17. století zde také fungovala řada cechů, například ševcovský, stolařský, pekařský, krejčířský, tkalcovský, zednický, kovářský, toufarský a další. Právě toufaři pak město proslavili výrobou fajánsové keramiky. Velmi významná byla i výroba bednářská.

### 19. století
Kolem roku 1830 působilo v Bučovicích 28 bednářských mistrů, ti každoročně vyrobili přibližně tisíc věder na víno, která se vyvážela nejčastěji do Rakous. Počátek průmyslové revoluce je pak spojen především s rozvojem textilní výroby, jež vyvrcholila ve 40.–60. letech 19. století. Tehdy pracovalo v Bučovicích a okolí přibližně dva tisíce zaměstnanců na jednom tisíci až patnácti stech stavech. Výroba byla v té době koncentrovaná především v rukou židovských průmyslníků, kteří se však od šedesátých let začali přesouvat do Brna, což přispělo k úpadku tohoto odvětví v Bučovicích. Novým odvětvím, které se ve městě značně rozšířilo, byla dřevařská a nábytkářská výroba – v závodech Davida Druckera zahájilo v roce 1894 výrobu 300 dělníků.

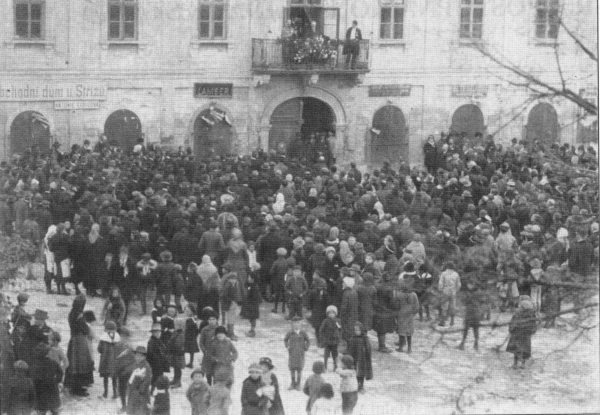
Spontánní manifestace 1918

Druhá polovina 19. století se nesla v duchu rozvoje společenského a spolkového života. V roce 1862 byl v Bučovicích založen například pěvecký spolek Hvězda, 1870 Spolek divadelních ochotníků, 1890 Spolek katolických tovaryšů a v roce 1892 Sokol. Od roku 1850 byly Bučovice též sídlem okresního soudu. Pro rozmach města pak bylo velmi důležité založení reálky (později reálného gymnázia) v roce 1902, o jehož vybudování se zasloužil především významný moravský politik baron Otakar Pražák. Město se utěšeně rozvíjelo až do první světové války.

### Československo
Za první republiky na tento rozvoj úspěšně navázalo. Dne 17. listopadu 1920 se Bučovice poprvé rozzářily elektrickým osvětlením napájeným proudem z elektrárny v Oslavanech. V roce 1926 pak byla zbudována Sokolovna, která přispěla k pozvednutí tělovýchovy i společenského dění. Nová kasárna byla v předtuše válečného konfliktu dokončena v roce 1938. Rozkvět města byl zastaven vypuknutím druhé světové války. V březnu 1939 město obsadila německá armáda. Židovské obyvatelstvo bylo odvlečeno do koncentračních táborů, mnoho občanů Bučovic bylo totálně nasazeno na nucené práce a značná část bučovického průmyslu byla přeorientována na válečnou výrobu. Mír nastal pro Bučovice 28. dubna 1945, kdy byly osvobozeny 180. střeleckou divizí II. ukrajinského frontu Rudé armády.
Po skončení války bylo obtížné navázat na předválečný rozvoj, přesto však byly 5. a 6. července 1947 položeny základní kameny nových bučovických základních škol, z nichž ZŠ 710 byla dokončena o dva roky později, ZŠ 711 pak za dalších devět let. V roce 1952 pak byla v Bučovicích založena Střední zemědělská technická škola, později Střední ekonomická škola, v současné době Obchodní akademie. V poválečném období až do Sametové revoluce průmyslu ve městě dominovala dřevařská výroba, přičemž nejvýznamnější postavení zaujímaly UP závody, koncernový podnik, v té době největší výrobce nábytku v Československu.

### Po roce 1989
Po roce 1989 se ve městě rozvíjí zejména strojírenství a na dřívější tradice textilnictví navazuje výroba netkaných textilií. V Bučovicích a blízkém okolí se dále nachází výroba potravinářská a zemědělská. Město spadá do vinařské oblasti Morava Velkopavlovické podoblasti a rozprostírá se zde několik hektarů vinic. V prostorách zámku se vždy v polovině května pořádá ochutnávka vín, druhá největší v Česku.

## Obyvatelstvo

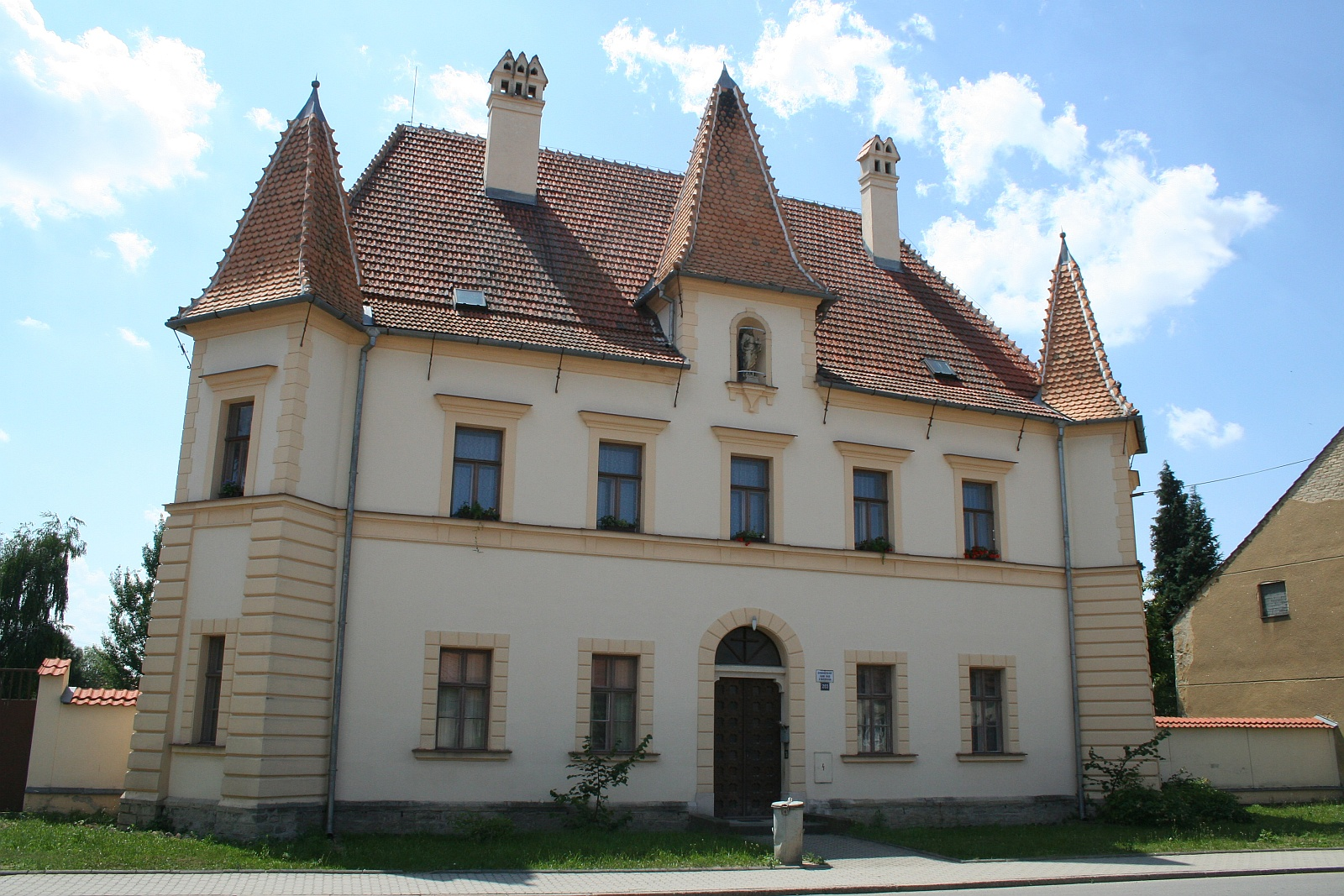
Farní budova

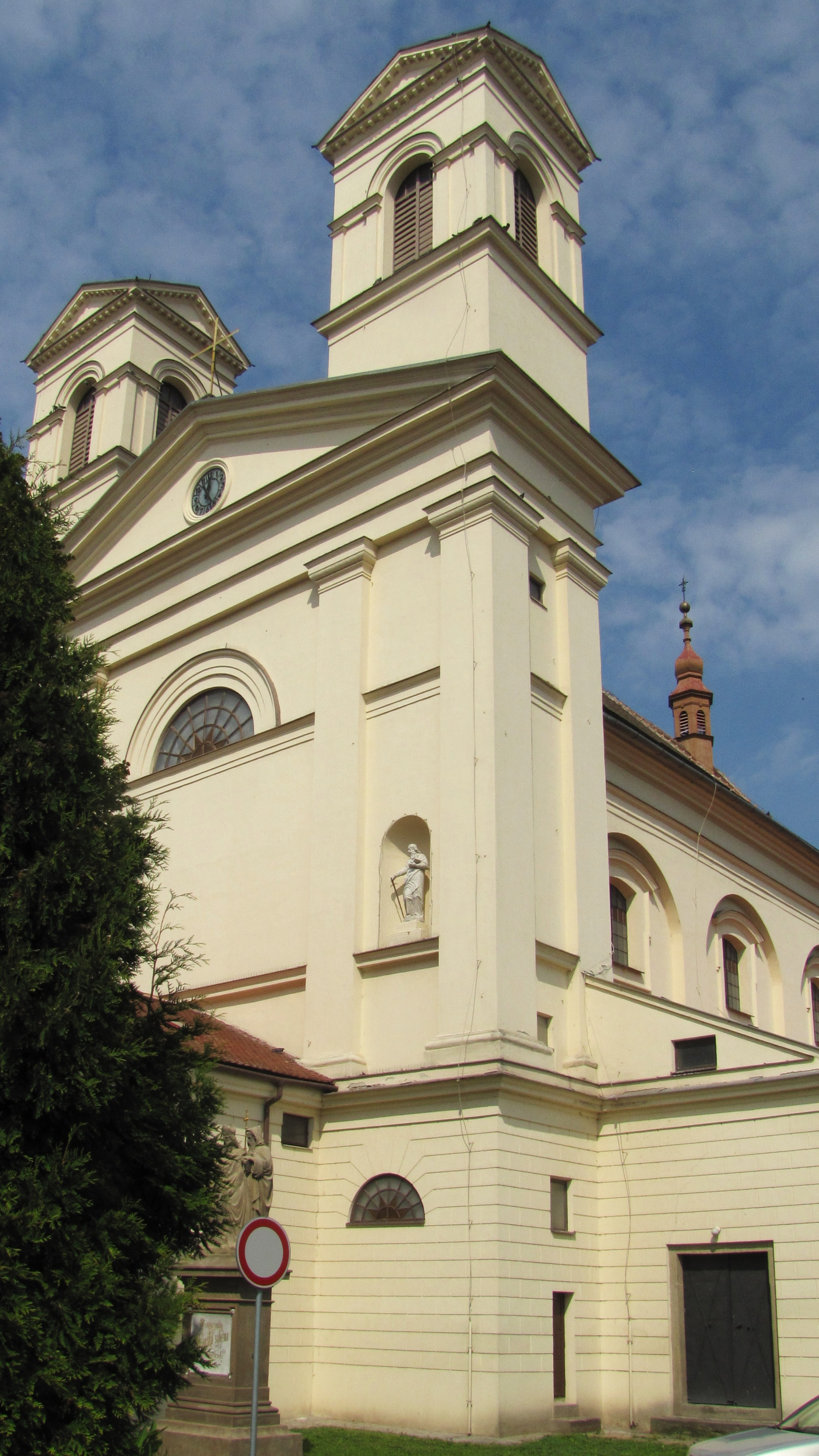
Kostel Nanebevzetí Panny Marie

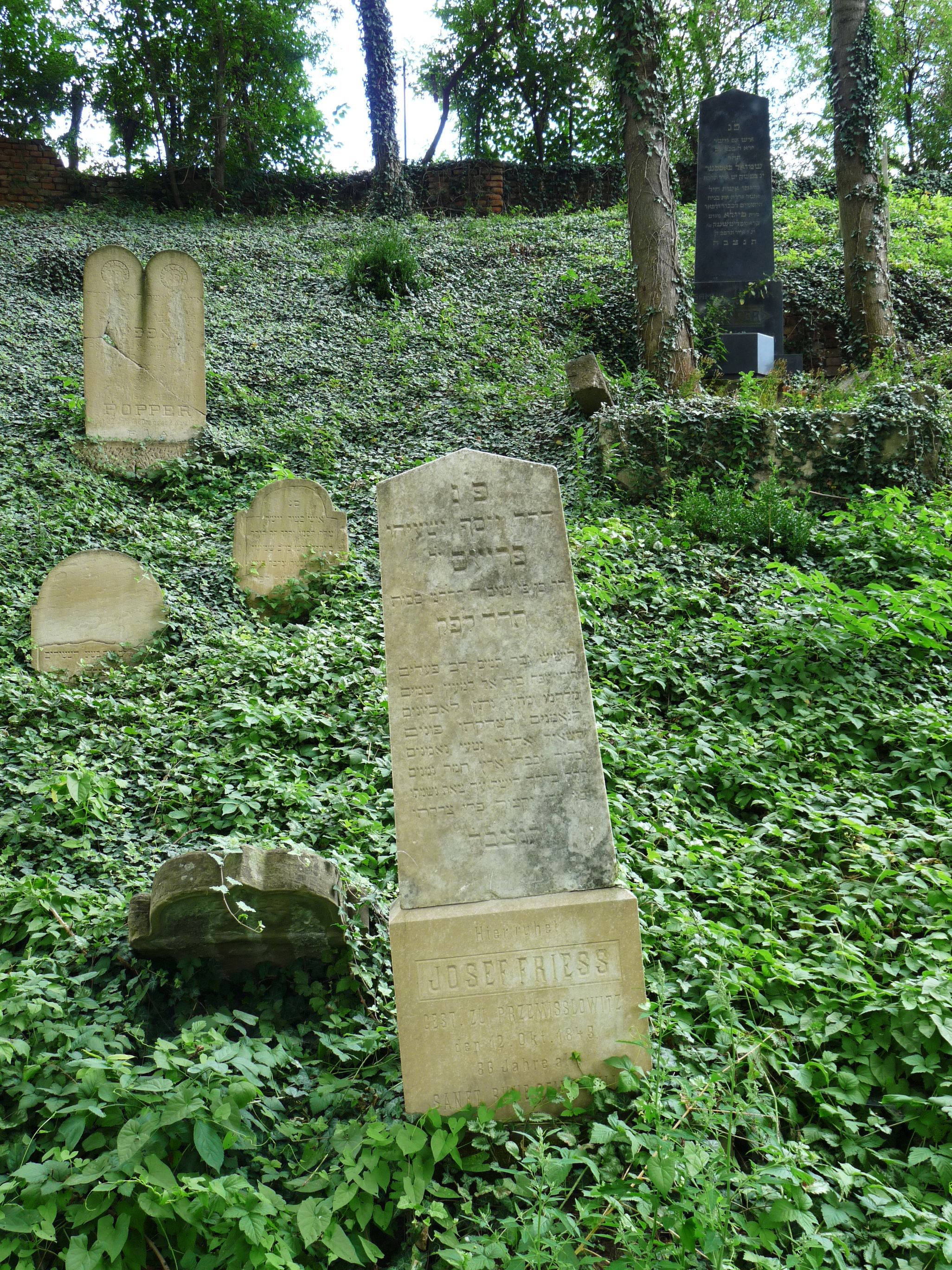
Židovský hřbitov

### Struktura
Ve městě k počátku roku 2016 žilo celkem 6 439  obyvatel. Z nich bylo 3 173  mužů a 3 266 žen. Průměrný věk obyvatel města dosahoval 41,8 let. Dle Sčítání lidu, domů a bytů, provedeného v roce 2011, žilo ve městě 6 396 lidí. Nejvíce z nich (16,3 %) bylo obyvatel ve věku od 30 do 39  let. Děti do 14 let věku tvořily 14,6 % obyvatel a senioři nad 70 let úhrnem 7,4 %. Z celkem 5 459 občanů města starších 15 let mělo 35,2 % vzdělání střední vč. vyučení (bez maturity). Počet vysokoškoláků dosahoval 10,1 % a bez vzdělání bylo 0,4 % obyvatel. Z cenzu dále vyplývá, že ve městě žilo 3 068 ekonomicky aktivních občanů. Celkem 90 % z nich se řadilo mezi zaměstnané, z nichž 72,9 % patřilo mezi zaměstnance, 2,9 % k zaměstnavatelům a zbytek pracoval na vlastní účet. Oproti tomu celých 48 % občanů nebylo ekonomicky aktivních (to jsou například nepracující důchodci či žáci, studenti nebo učni) a zbytek svou ekonomickou aktivitu uvést nechtěl. Úhrnem 2 857 obyvatel města (což je 44,7 %), se hlásilo k české národnosti. Dále 1 587 obyvatel bylo Moravanů a 77 Slováků. Celých 2 865 obyvatel města však svou národnost neuvedlo.
Vývoj počtu obyvatel za celou obec i za jeho jednotlivé části uvádí tabulka níže, ve které se zobrazuje i příslušnost jednotlivých částí k obci či následné odtržení.
| Místní části (rok přičlenění k obci) | Místní části (rok přičlenění k obci) | 1869 | 1880 | 1890 | 1900 | 1910 | 1921 | 1930 | 1950 | 1961 | 1970 | 1980 | 1991 | 2001 | 2011 |
| ------------------------------------ | ------------------------------------ | ---- | ---- | ---- | ---- | ---- | ---- | ---- | ---- | ---- | ---- | ---- | ---- | ---- | ---- |
| Počet obyvatel                       | část Bučovice                        | 2856 | 2990 | 3063 | 3204 | 3251 | 3158 | 3077 | 3493 | 3544 | 3702 | 4328 | 4354 | 4453 | 4431 |
| Počet obyvatel                       | část Černčín (1976)                  | 345  | 411  | 399  | 446  | 514  | 485  | 470  | 466  | 446  | 380  | 344  | 278  | 292  | 348  |
| Počet obyvatel                       | část Kloboučky (1976)                | 548  | 618  | 625  | 618  | 679  | 735  | 760  | 676  | 652  | 581  | 540  | 490  | 507  | 517  |
| Počet obyvatel                       | část Marefy (1986)                   | 418  | 382  | 392  | 396  | 429  | 501  | 522  | 445  | 444  | 412  | 379  | 317  | 331  | 357  |
| Počet obyvatel                       | část Vícemilice (1960)               | 685  | 747  | 726  | 763  | 858  | 831  | 813  | 830  | 816  | 775  | 804  | 726  | 738  | 743  |
| Počet obyvatel                       | celá obec                            | 4852 | 5148 | 5205 | 5427 | 5731 | 5710 | 5642 | 5910 | 5902 | 5850 | 6395 | 6165 | 6321 | 6396 |
| Počet domů                           | část Bučovice                        | 356  | 368  | 390  | 434  | 525  | 537  | 642  | 751  | 940  | 732  | 749  | 796  | 825  | 932  |
| Počet domů                           | část Černčín (1976)                  | 69   | 74   | 78   | 87   | 101  | 104  | 123  | 133  | 125  | 125  | 114  | 132  | 145  | 149  |
| Počet domů                           | část Kloboučky (1976)                | 97   | 102  | 107  | 116  | 131  | 137  | 153  | 172  | 175  | 164  | 152  | 177  | 187  | 192  |
| Počet domů                           | část Marefy (1986)                   | 76   | 78   | 82   | 86   | 92   | 93   | 106  | 123  | 119  | 117  | 116  | 123  | 129  | 134  |
| Počet domů                           | část Vícemilice (1960)               | 116  | 124  | 133  | 145  | 168  | 178  | 198  | 228  | -    | 213  | 219  | 241  | 251  | 258  |
| Počet domů                           | celá obec                            | 714  | 746  | 790  | 868  | 1017 | 1049 | 1222 | 1407 | 1359 | 1351 | 1350 | 1469 | 1537 | 1665 |

### Náboženský život
Obec je sídlem římskokatolické farnosti Bučovice. Ta je součástí slavkovského děkanství – Brněnské diecéze v Moravské provincii. Farním kostelem je kostel Nanebevzetí Panny Marie. Místním knězem je P. Tomáš Fránek, administrátor. Při censu prováděném v roce 2011 se 1 465 obyvatel obce (23 %) označilo za věřící. Z tohoto počtu se 984 hlásilo k církvi či náboženské obci, a sice 836 obyvatel k římskokatolické církvi (13 % ze všech obyvatel obce), dále 3 k pravoslavné, 12 k Církvi československé husitské, 11 k českobratrským evangelíkům a 5 ke Svědkům Jehovovým. Úhrnem 2 066 obyvatel se označilo bez náboženské víry a 2 865 lidí odmítlo na otázku své náboženské víry odpovědět.

## Obecní správa a politika

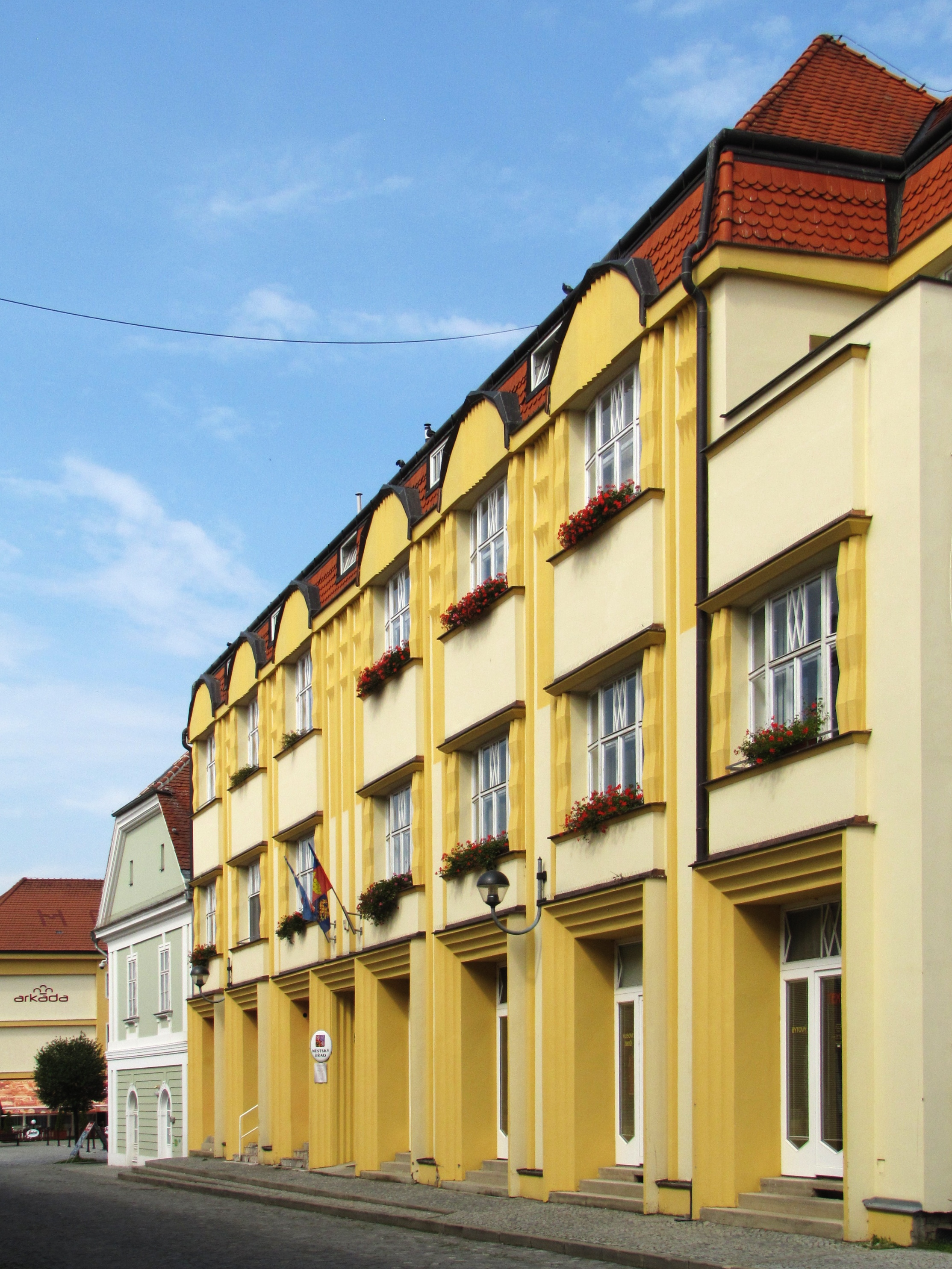
Radnice

### Zastupitelstvo a starosta
Ve volebním období 2010–2014 byl starostou Radovan Válek. Na ustavujícím zasedání zastupitelstva 5. listopadu 2014 byl do této funkce opětovně zvolen. Zastupitelé dále jednomyslně zvolili jako prvního místostarostu Jiřího Horáka (KDU-ČSL), který funkci zastával i v uplynulém volebním období, druhým se stal Michal Crhák (Volba pro město). V březnu 2017 Radovan Válek na funkci rezignoval a 5. dubna téhož roku byl novým starostou zvolen dosavadní místostarosta Jiří Horák.

### Části města
- Bučovice
- Černčín
- Kloboučky
- Marefy
- Vícemilice

## Společnost

### Školství
Ve městě se nacházejí dvě základní školy a základní umělecká škola. Byly zde i dvě střední školy: všeobecné gymnázium a Obchodní akademie, avšak od 1. července 2012 se rozhodnutím zastupitelstva JMK obě střední školy sloučily. Vznikl nový subjekt s názvem Gymnázium a Obchodní akademie Bučovice. Budova gymnázia na Součkově ulici čp. 500 byla postavena v roce 1902; budova OA na Komenského náměstí 211 pochází z konce 19. století.

## Doprava
Městem prochází silnice I/50, Evropská silnice E50, Silnice II/431 a Vlárská dráha na které leží stejnojmenná stanice, na území města se ještě nachází železniční zastávka Marefy. Město obsluhují vlakové spoje linky S6 a R56 a autobusové spoje linky 156, 642 a 644 ty jsou zaintegrovány v IDS JMK.

## Pamětihodnosti

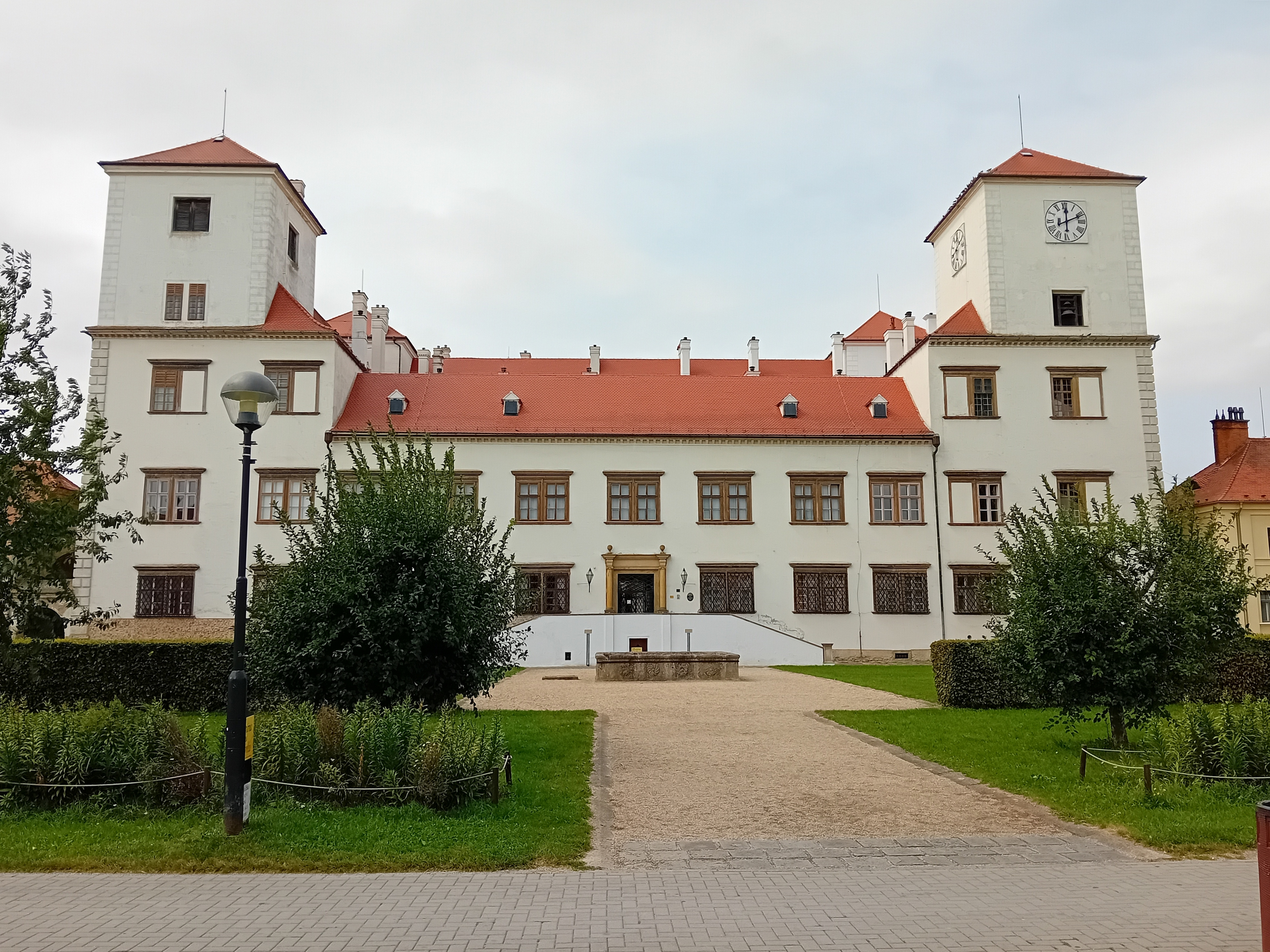
Bučovický zámek v srpnu 2023

- Farní kostel Nanebevzetí Panny Marie z roku 1641
- Pohřební kaple Žarošských
- Státní zámek Bučovice s parkem z let 1567–1582
- Radnice na náměstí (Budova Strakošova domu z konce 18. století)
- Židovský hřbitov
- Synagoga z roku 1853 byla zbourána v roce 1966[15]

## Osobnosti
- Miroslav Doležal (1919–2009), herec, člen činohry Národního divadla v Praze[16]
- Bob Frídl (1947–2013), zpěvák
- Jan Podveský (1909–1994), rodák, římskokatolický duchovní pronásledovaný komunistickým režimem, kaplan Jeho Svatosti
- Miloš Sokola (1913–1976), houslista a hudební skladatel[17]
- Antonín Souček (1888–1942), profesor gymnázia v Bučovicích, starosta Sokola Bučovice (od 1931), popraven nacisty v Kounicových kolejích 14. června 1942 [18]
- Zdeněk Soušek (1925–2015), evangelický duchovní (senior) a biblista

## Fotogalerie

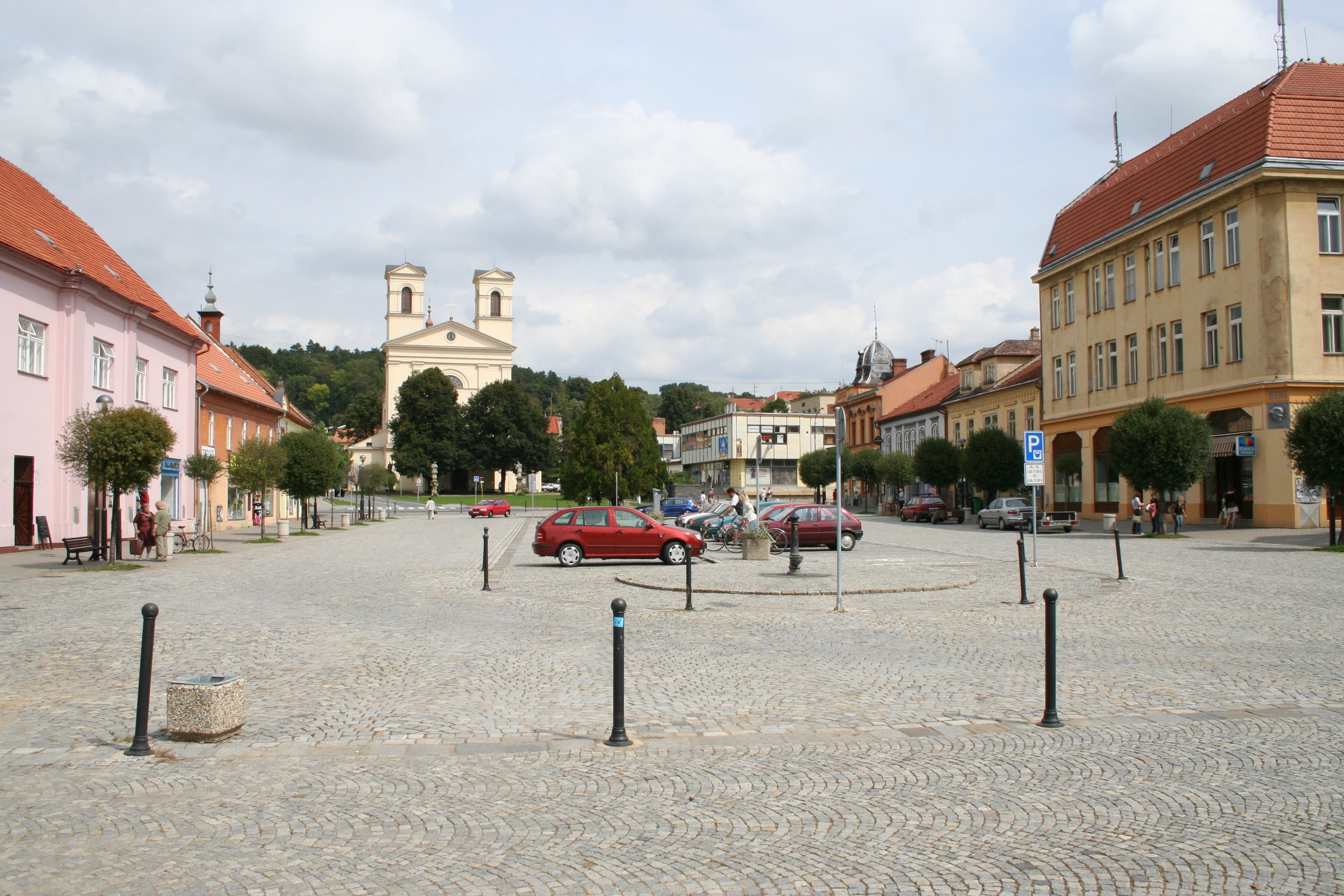
Náměstí Svobody
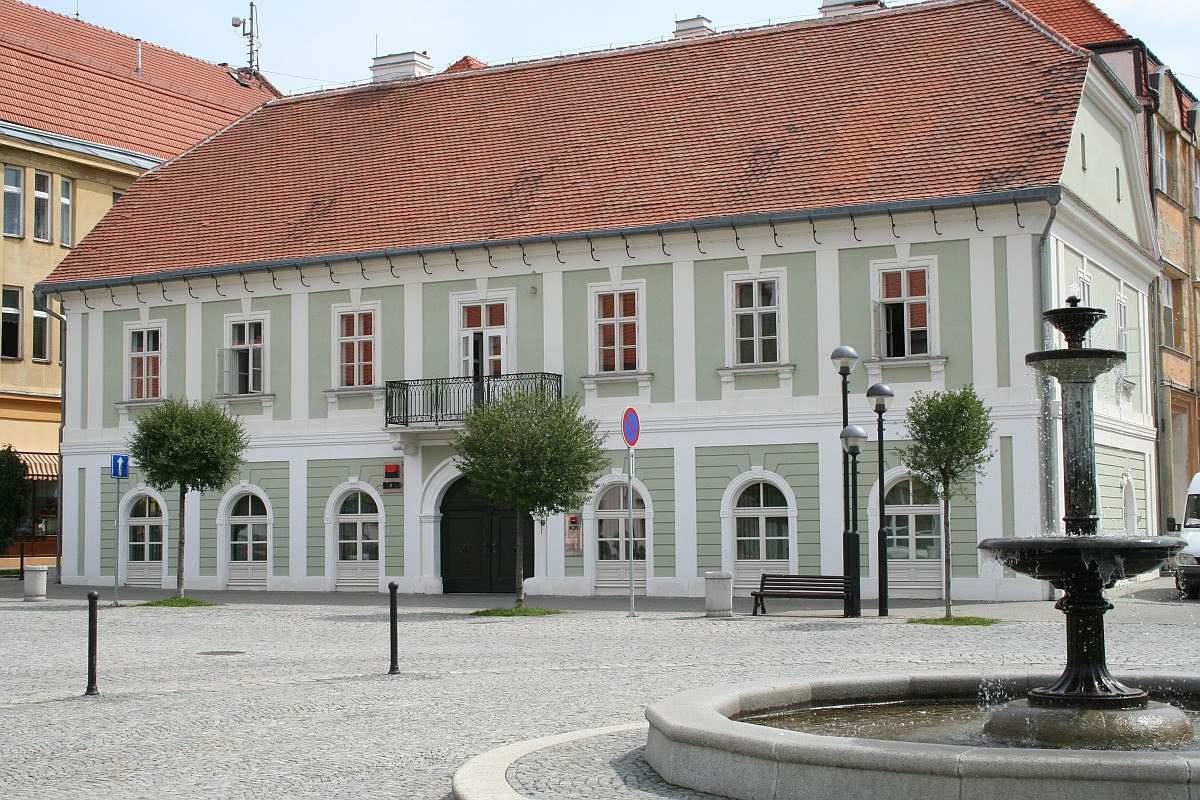
Budova radnice
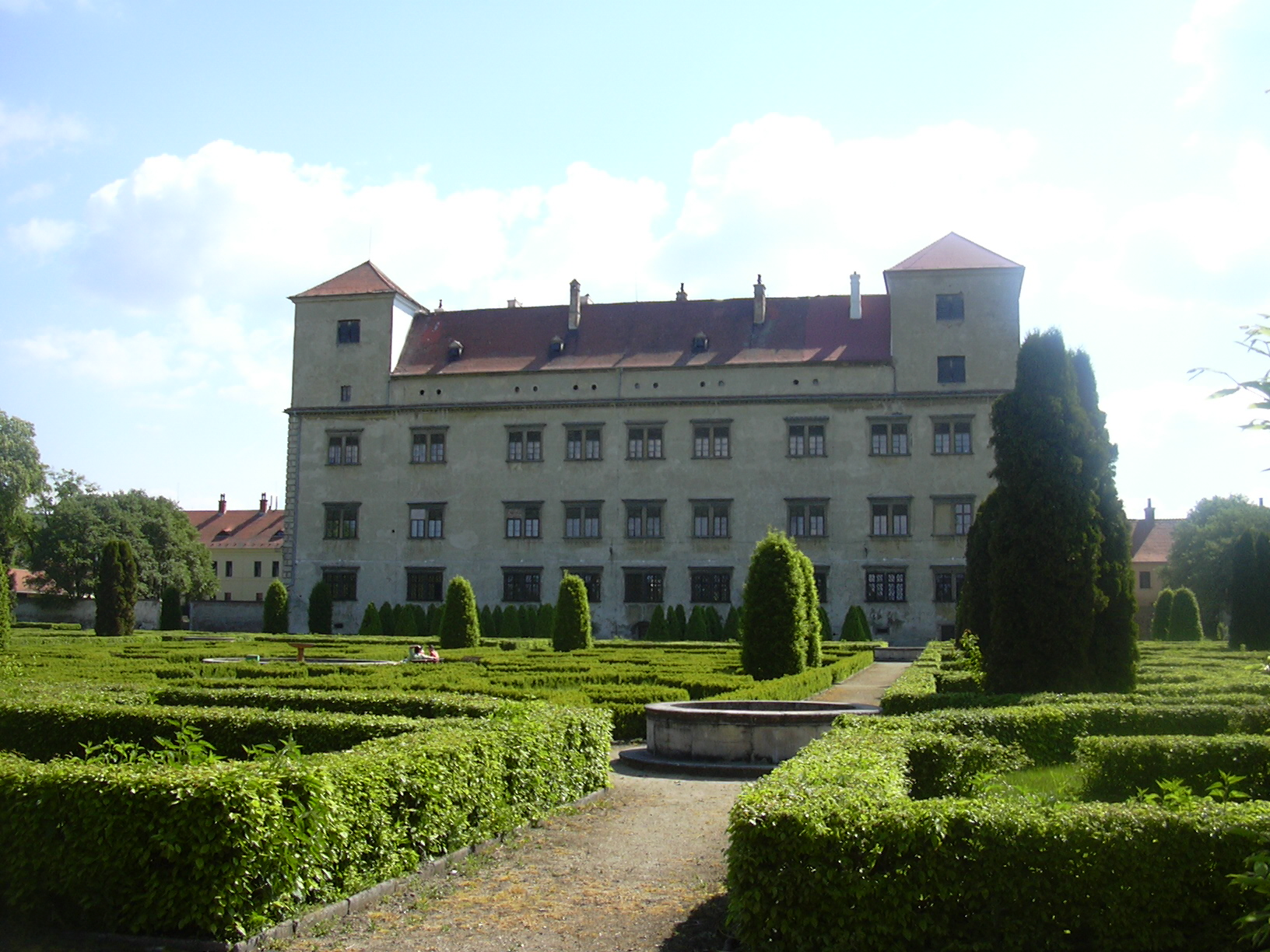
Státní zámek Bučovice
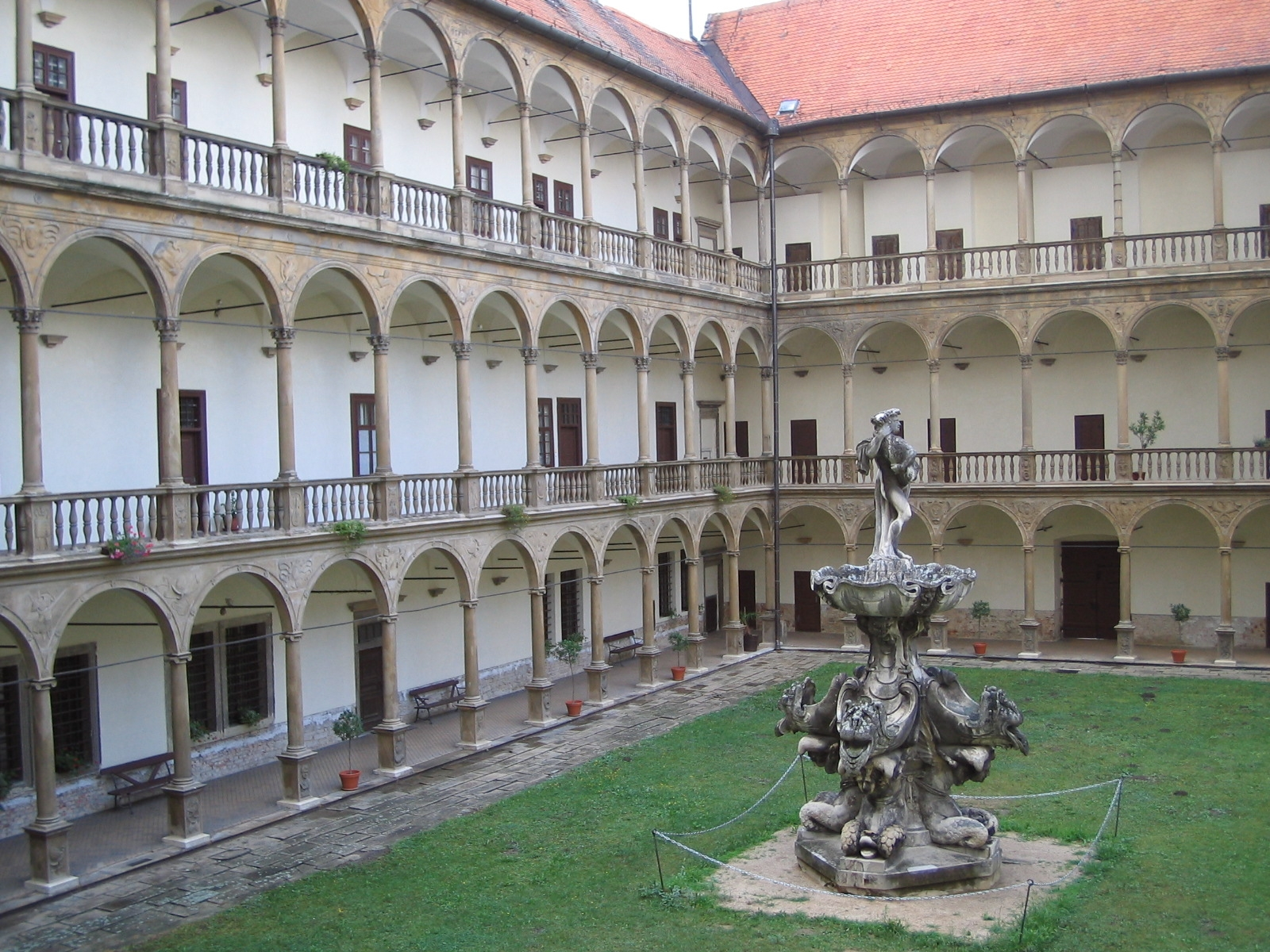
Nádvoří zámku
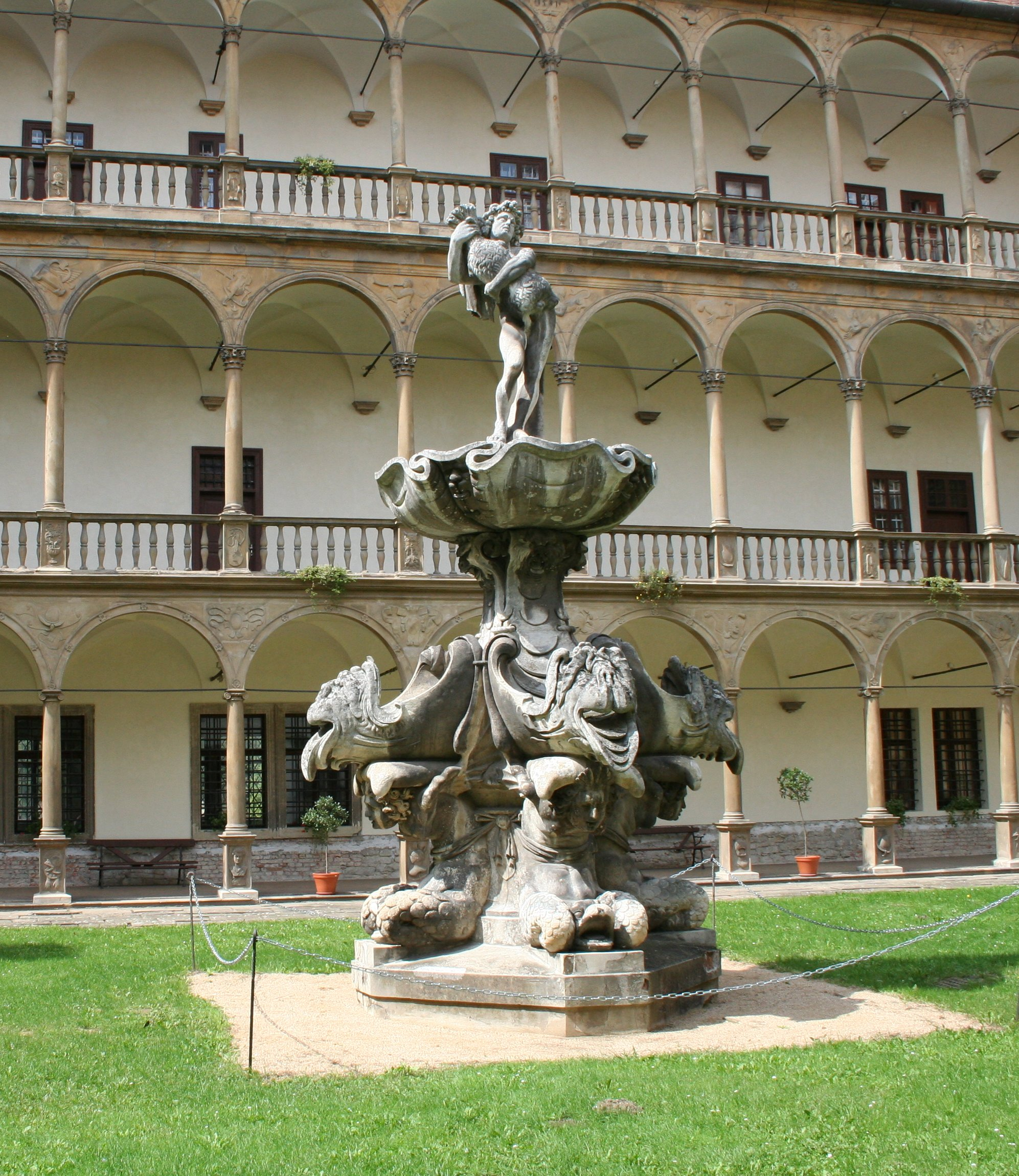
Kašna na nádvoří zámku
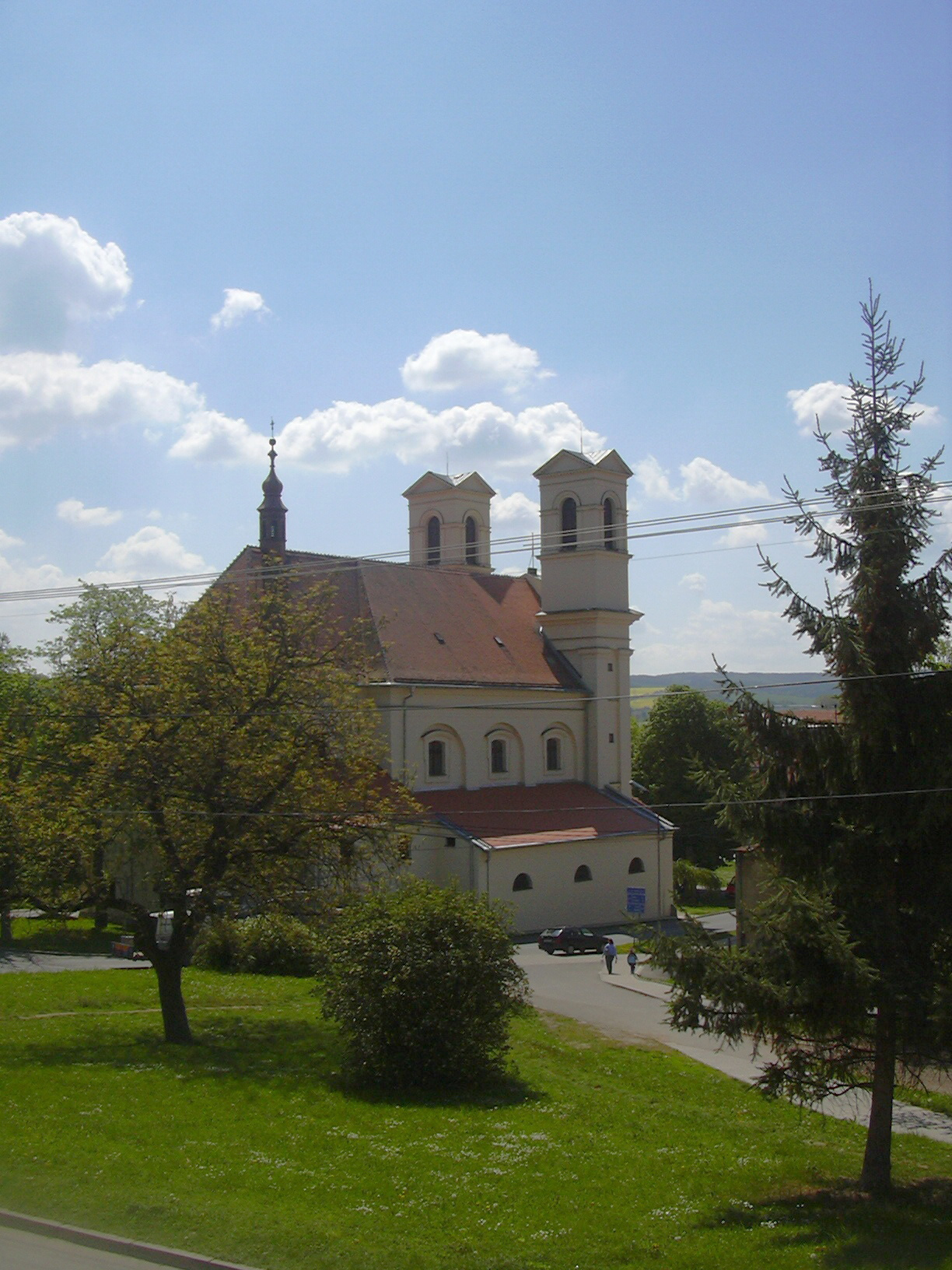
Kostel Nanebevzetí Panny Marie
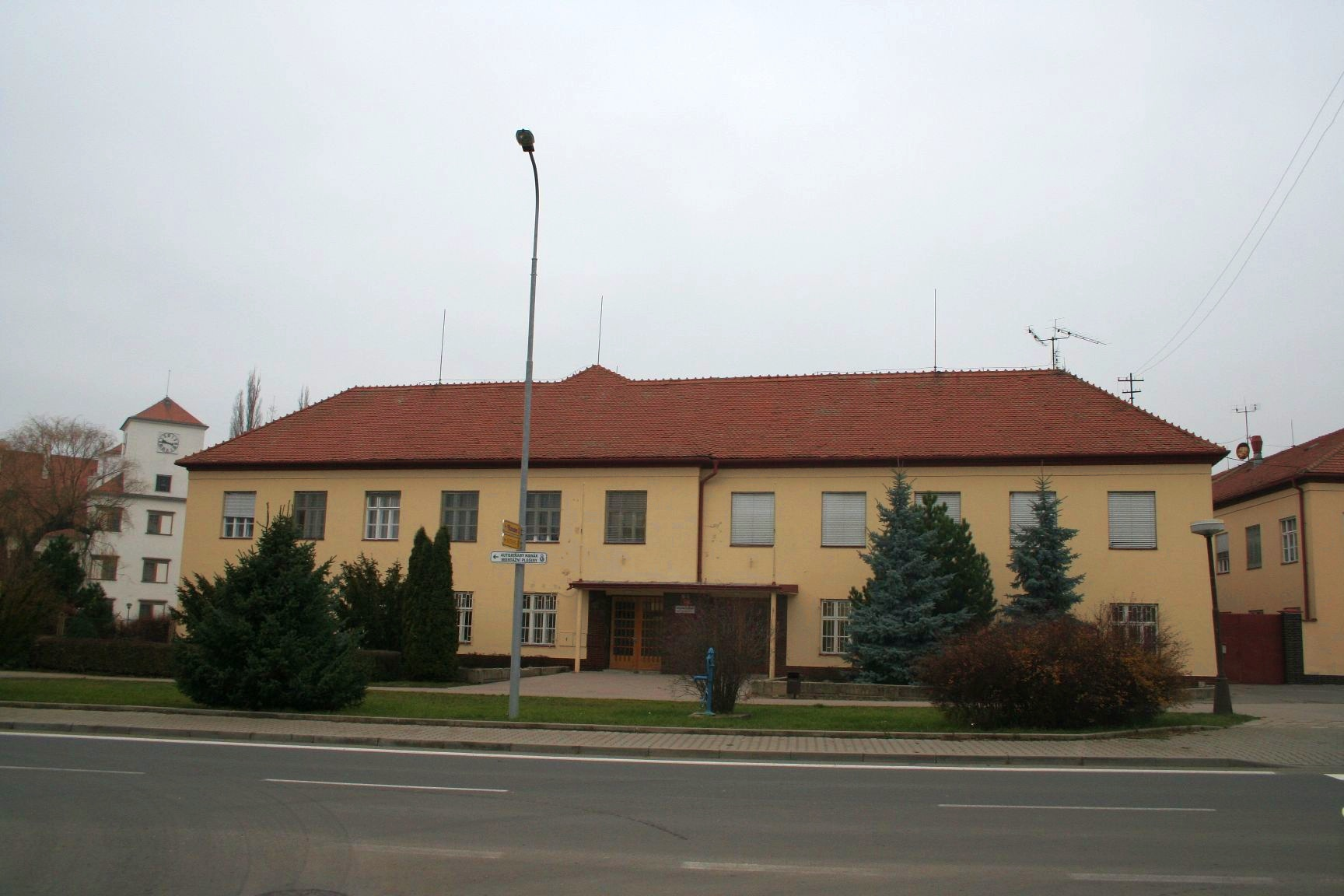
Budova obchodní akademie
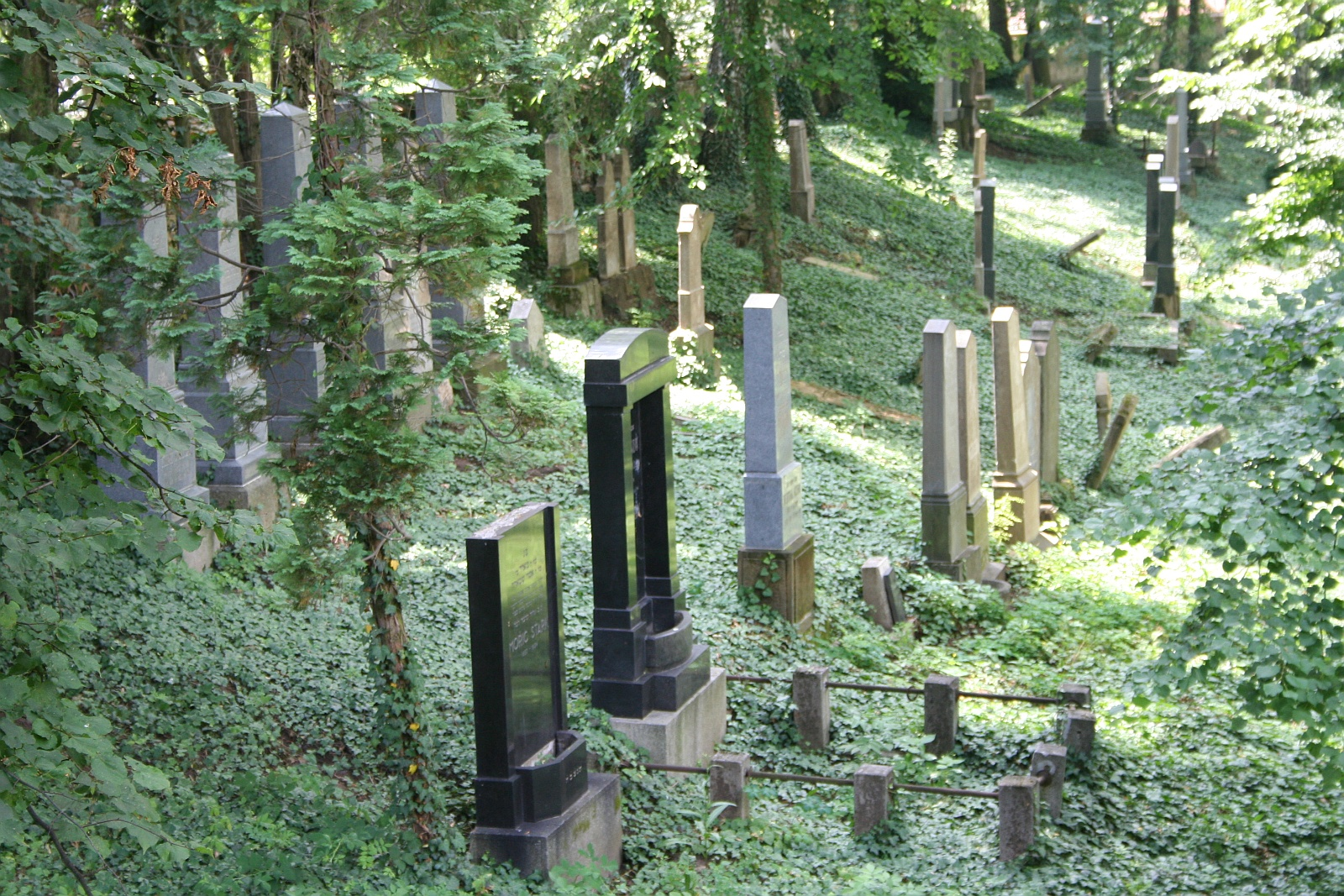
Židovský hřbitov v Bučovicích
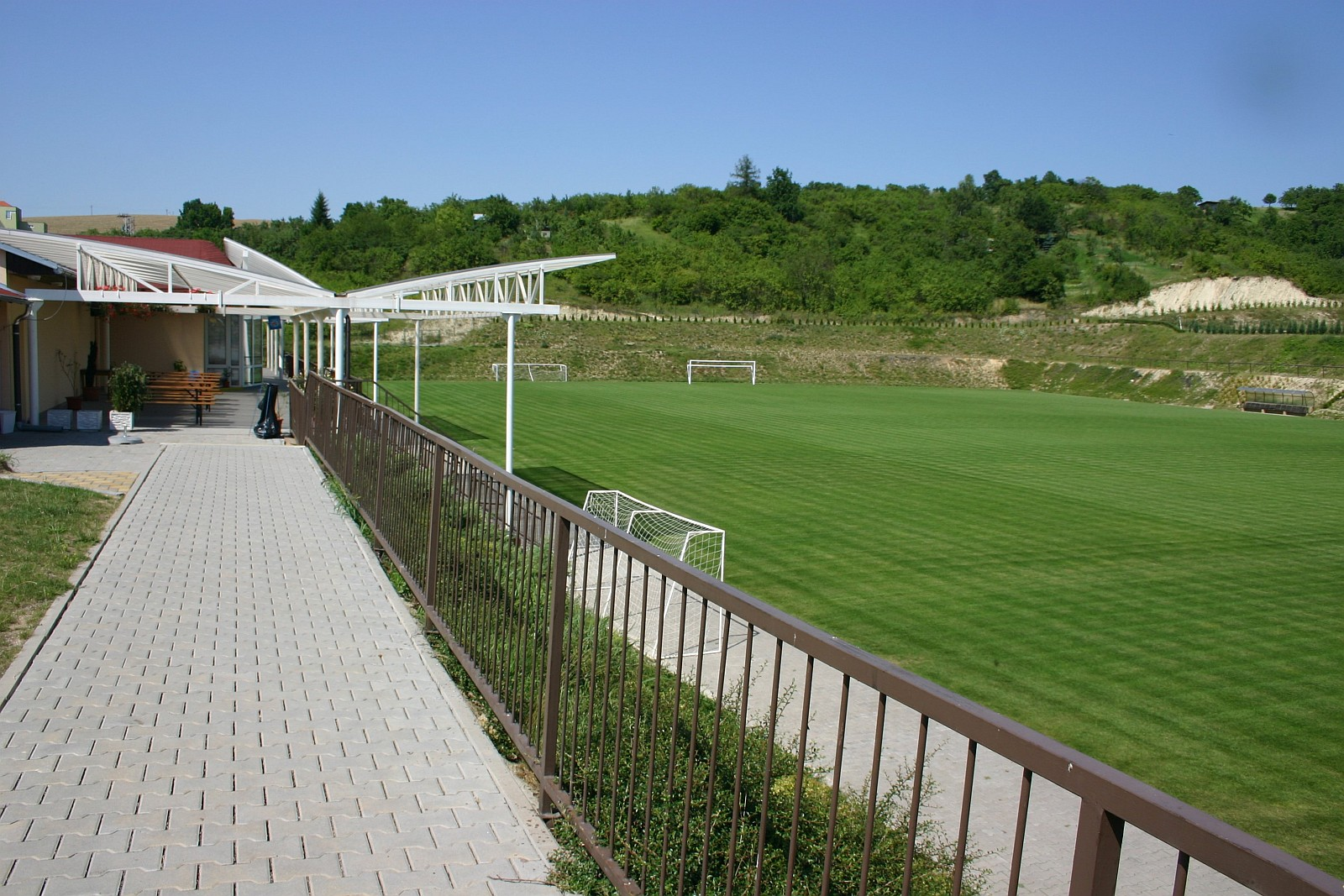
Sportovní areál v Hájecké ulici
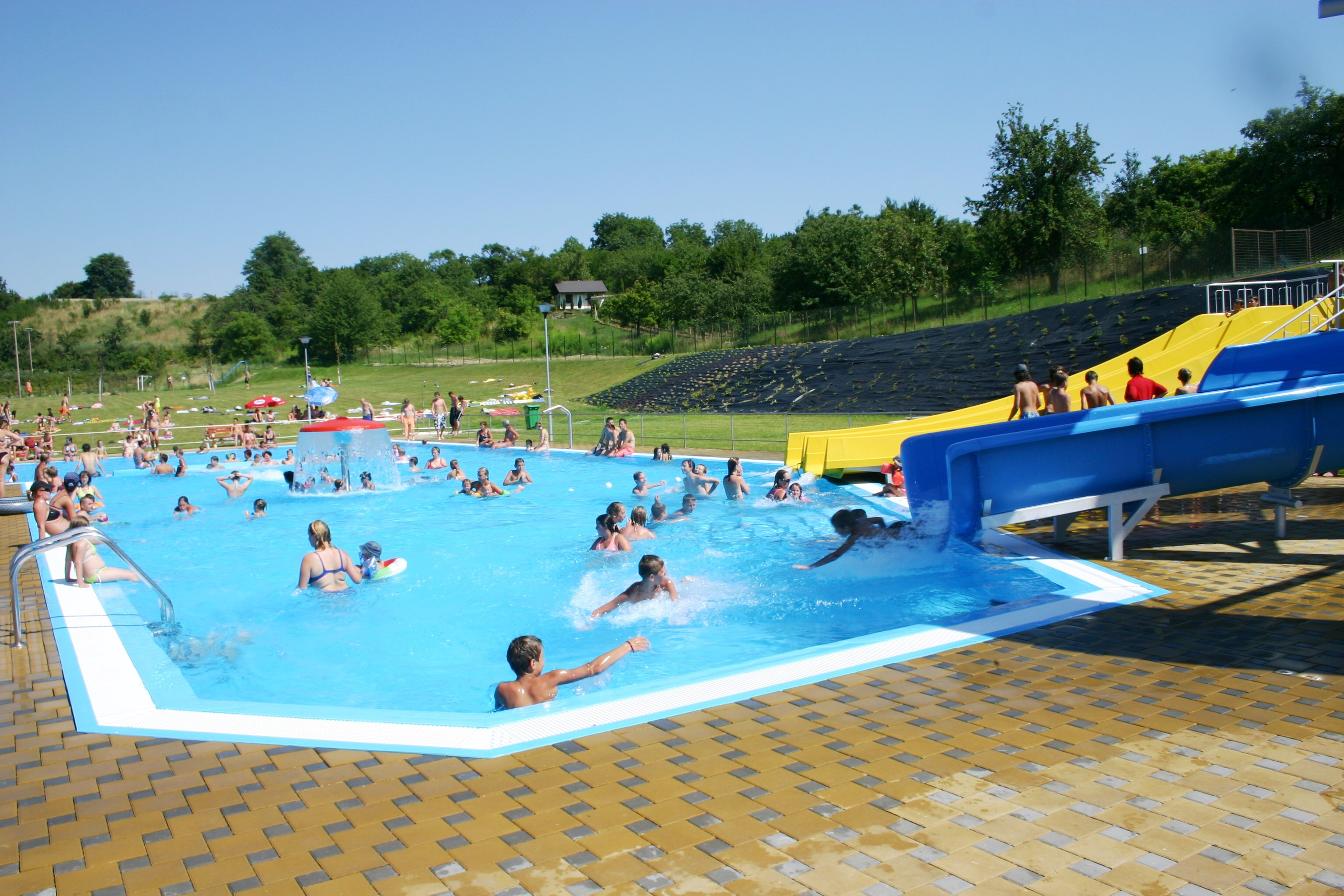
Letní vyhřívané koupaliště
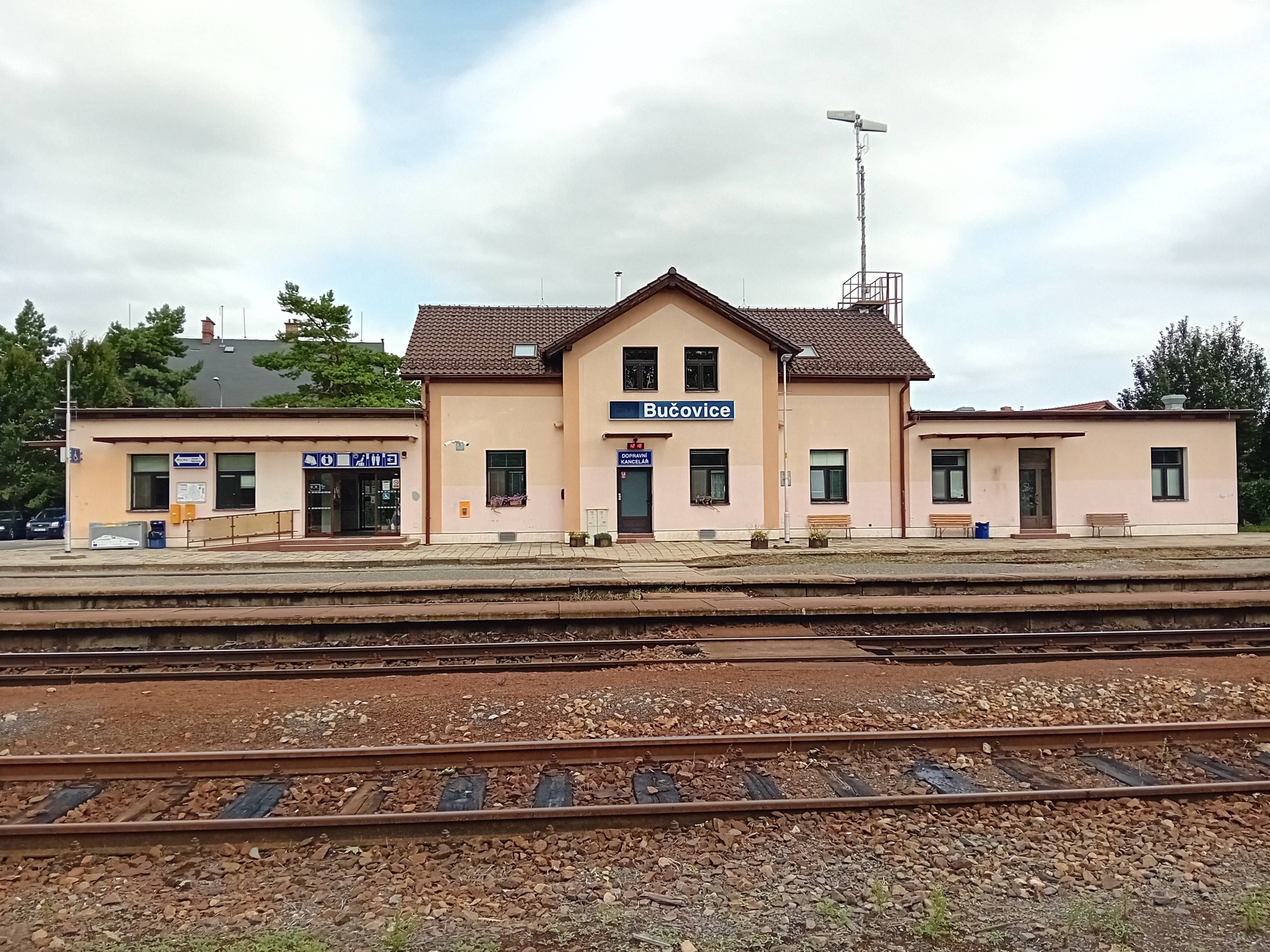
Železniční stanice